# 迪倫 (荷蘭)
迪倫是荷蘭的城鎮，位於該國東部艾瑟爾河畔，由海爾德蘭省負責管轄，2008年人口14,842。第二次世界大戰後，該鎮不斷向鄰近荒地和林地擴展，直至1980年代。

## 外部連結
- Map of the town in 1868 （页面存档备份，存于）
- Veluwse Stoomtrein Maatschappij website （页面存档备份，存于）

52°03′N 6°08′E / 52.050°N 6.133°E